# Estimant Maradona
Estimant Maradona (títol original en castellà, Amando a Maradona) és una pel·lícula documental argentina del 2005 dirigida per Javier Vázquez, també coautor del guió. La pel·lícula es va estrenar a l'Argentina el 22 de desembre de 2005 i el 2006 (en dates diferents) a la resta del món.

## Trama
La pel·lícula narra la història del Pibe de oro, començant des dels primers anys de vida de l'argentí (a un suburbi de Buenos Aires) passant al seu debut al món. del futbol amb la samarreta de l'Argentinos Juniors, a la glòria del Mundial de 1986 i les victòries amb el Nàpols per arribar al descens provocat per les drogues.
La càmera passa als moments del futbolista Maradona, capaç de fer una màgia increïble al camp, a l'home Maradona (sobretot a l'última part) que ha de lluitar contra la seva debilitat i la seva addicció a la cocaïna: en tot això, resta l'amor dels argentins (segons el títol) pel seu màxim campió.

## Producció
Ha estat coproduït per Teva Films d'Argentina, Kelly Park Film Village de Nova Zelanda i l'INCAA i rodada durant tres anys a Buenos Aires, Bariloche, l'Havana, Barcelona, Nàpols, Ginebra i Río de Janeiro.